# 徳次郎インターチェンジ
徳次郎インターチェンジ（とくじらインターチェンジ）は、栃木県宇都宮市徳次郎町にある日光宇都宮道路のインターチェンジ。日光方面出入口（下り入口・上り出口）のみ設置されているハーフインターチェンジである。

## 道路
- E81 日光宇都宮道路（1番）

本ICには料金所が設置されていない（篠井ICまたは大沢IC/TBで料金徴収）。

## 接続する路線

### 直接接続
- 国道119号
- 国道293号

## 歴史
- 1976年（昭和51年）12月25日：宇都宮IC - 日光IC間の開通により「とくじら」の名称で供用開始。
- 2008年（平成20年）：看板の補修工事にあわせて、名称を「とくじろう」に変更。
- 2021年（令和3年）3月1日：名称を再び「とくじら」に変更[1]。

### インターチェンジ名の変遷
この地にインターチェンジを設置する際、日本道路公団は宇都宮市が定めた地名「徳次郎町」の正式な読み「とくじろうまち」ではなく、歴史的に由緒があり地域住民も日常的に使用している「とくじら」を採用、「とくじらインターチェンジ」が正式な読み方であった。
2005年（平成17年）に管理が栃木県道路公社に移管された後、一旦町名に合わせて2008年（平成20年）に「とくじろうインターチェンジ」に読み方が変更された。しかし地元住民から請願の結果、2021年（令和3年）3月1日に宇都宮市が「徳次郎町」の読みを「とくじらまち」に変更したことから、同日よりインターチェンジ名も「とくじらインターチェンジ」に戻ることとなった。

## 周辺
- 道の駅うつのみや ろまんちっく村

## 隣
E81 日光宇都宮道路
宇都宮IC - (1) 徳次郎IC - (1-1) 篠井IC